# Talmud

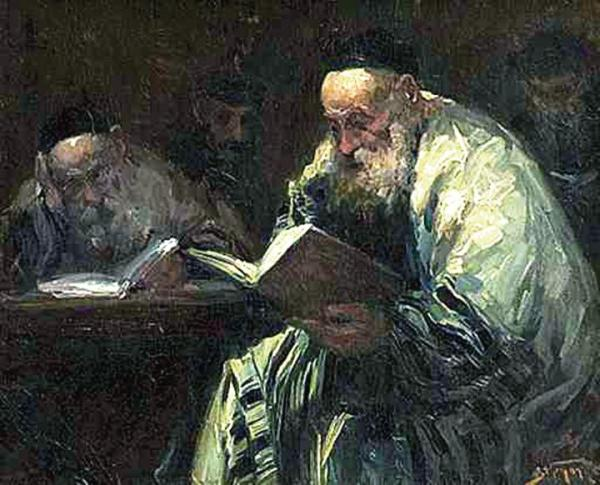
Lecteurs du Talmud, tableau à l'huile par Adolf Behrman, début du XXe siècle

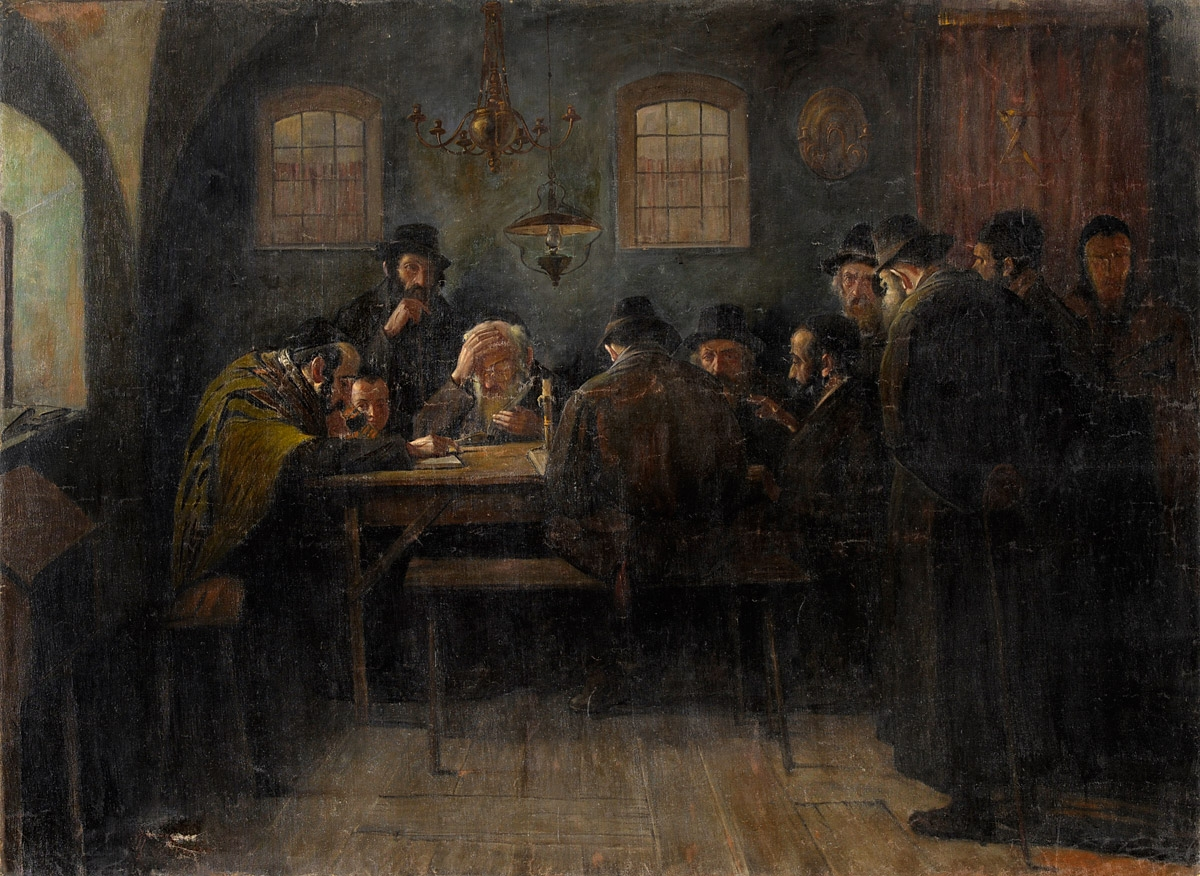
Juifs étudiant le Talmud. Inscription : « Paris ». Fin - début

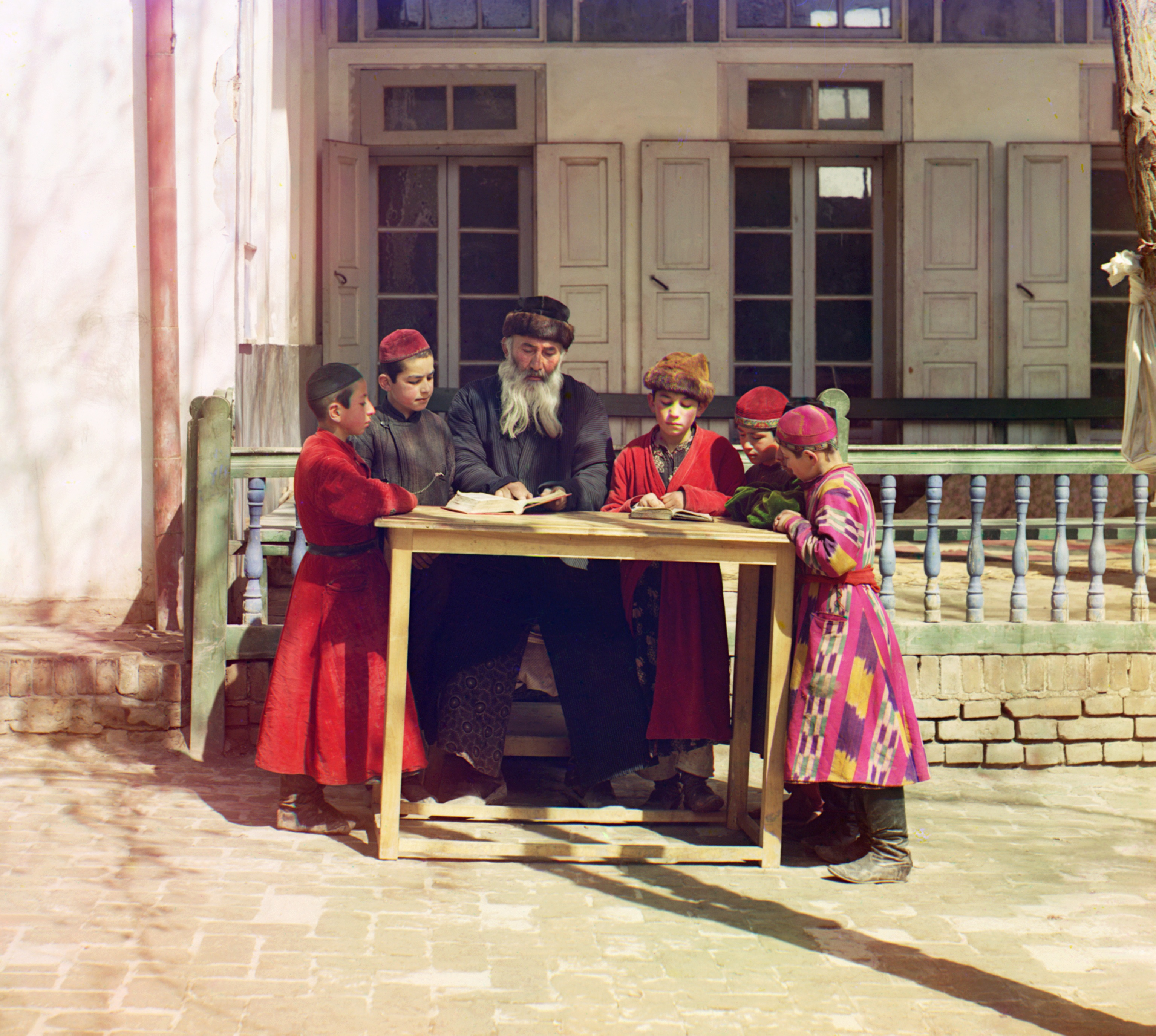
Étude du Talmud à Samarcande, photo du début du XXe siècle

Le Talmud (hébreu : תַּלְמוּד talmoud : « étude ») est l'un des textes fondamentaux du judaïsme rabbinique et la base de sa Halakha (« loi religieuse »).
Le Talmud existe en deux versions qui se complètent. La première a été compilée au IIe siècle dans les académies talmudiques de la terre d'Israël, notamment en Galilée et elle est appelée Talmud de Jérusalem en souvenir de la ville (alors fermée aux Juifs par les Romains) ; cette première version couvre l'ensemble des traités de la Mishna, est plutôt concise et des parties en ont été perdues. La seconde version a été compilée au VIe siècle dans les académies de la diaspora du Moyen-Orient, d'où son nom de Talmud de Babylone en souvenir de l'exil à Babylone : il est divisé en six ordres, les shisha sedarim, en abrégé sha’s, et est très étudié dans l'ensemble du judaïsme rabbinique.
Rédigé dans un mélange d'hébreu et de judéo-araméen et composé de la Mishna (hébreu : משנה : « répétition, récitation ») et de la Guemara (גמרא : « parachèvement, perfection » en hébreu, ou « étude » en araméen), le Talmud rassemble les discussions rabbiniques sur les divers sujets de la loi juive telle qu'elle est exposée dans la Bible hébraïque et aussi dans sa version orale, la Torah orale. Ces discussions abordent entre autres le droit civil et matrimonial mais traitent aussi, au détour de ces questions, de points d'éthique, de mythes, de médecine, de génie technique et autres.
Depuis la clôture de sa compilation, le Talmud a fait l'objet de nombreux commentaires et exégèses, les uns tentant d'en extraire la matière légale, les autres d'en poursuivre les discussions en développant sa dimension casuistique, aboutissant à de savantes discussions et à des interprétations novatrices.

## Étapes de la formation du Talmud

### Introduction
Les pharisiens puis les rabbins, contrairement aux sadducéens puis aux karaïtes du Moyen Âge, ont toujours affirmé l'existence d'une Torah orale transmise de génération en génération, de maître à élèves. Pour le judaïsme, il n'est pas possible d'appliquer les préceptes bibliques sans passer par cette tradition orale et l'interprétation que les Sages en ont faite. D'ailleurs, la Torah écrite ordonne d'« écouter les sages de sa génération » (Parachat Choftim, Dévarim chap. 17, versets 8 à 11).
Selon la tradition, cette Torah orale prend son origine avec Moïse lui-même qui, après avoir reçu les Tables de la Loi sur le mont Sinaï et en avoir réalisé plusieurs copies pour les dignitaires, la « transmet » à Josué, qui la transmet à son tour à ses successeurs spirituels et ainsi de suite jusqu’à la Grande Assemblée, ancêtre du Sanhédrin.
Du point de vue historique et littéraire, elle se développe concurremment à la littérature apocalyptique, apocryphe ou pseudépigraphique du début de l'ère chrétienne qui tente de prolonger le message biblique par l'écrit, tandis que la Torah orale le fait par l’esprit, au moyen d’un enseignement exclusivement oral.
Après la deuxième destruction du Temple, les successeurs des pharisiens, les docteurs de la Loi, portent désormais le titre de rabbi (littéralement « mon maître » en hébreu) et prennent en main le destin de la nation juive. Ils créent un judaïsme (à nouveau) sans Temple et ouvrent des académies à Yavné, puis en Galilée, afin de se livrer à un travail d'interprétation de l’Écriture suivant des canons d'herméneutique qui s'affinent progressivement et mettent en ordre les traditions transmises.
Lorsque les circonstances politiques agitant la Judée au IIe siècle menacent la pérennité de cet enseignement, il est décidé de procéder à la mise par écrit de celui-ci. Ces travaux sont consignés dans les recueils dits Midrachei Halakha, qui offrent des commentaires des textes législatifs de la Torah écrite, la première partie de la Bible hébraïque, soit ce que les chrétiens d'alors appellent le Pentateuque, verset par verset.
On considère généralement qu'aux alentours du Ier siècle, la rédaction de la Mishna est entamée, les lois et leurs interprétations étant organisées non pas dans l'ordre des versets bibliques mais par thème. Elle est clôturée par Rabbi Yehouda Ha-Nassi, aux environs de 200 ap. J.-C. La rédaction du Talmud s'achève elle, aux environs de l'an 500 ap. J.-C.
Du IIIe au Ve siècle, les rabbins (désormais appelés Amoraïm et non plus Tannaïm) se donnent pour tâche d'élucider les textes de la Mishna, de les commenter, d'en rechercher les sources bibliques et d'en concilier les contradictions apparentes, et cela tant en Palestine qu'en Babylonie.
Dans ce corpus, le terme talmud désigne originellement l’un des quatre domaines de la science juive traditionnelle, à côté de la halakha (connaissance des lois du judaïsme), de la aggada (exposition d’un ou plusieurs versets bibliques) et du midrash qui représentent comme lui une forme d’exégèse. Alors que le midrash prend le texte biblique pour point de départ afin d’en tirer des lois qui, pour en être inspirées, n’y sont pas écrites, le talmud vise à retrouver les versets bibliques dans les lois orales.
Le terme talmud, qui désormais est interchangeable avec guemara (son équivalent araméen) et halakha, acquiert alors un sens plus large, désignant désormais toute élucidation d’un passage de halakha par quelque procédé qui soit (comparaison de la clause de la Mishna avec une ou des traditions orales extracanoniques, appelées collectivement Baraïta, élaboration herméneutique…).
 (novembre 2015).

### La Torah orale
À l'origine, l'étude de la Torah se transmettait oralement. Des Sages et des érudits, dont les plus éminents étaient appelés Talmidei Hakhamim avant d'être nommés Rabbanim (voir Semikha), élaboraient et débattaient de questions de loi juive, discutant de la Torah et des autres livres de la Bible hébraïque (dont ils auraient fixé le canon vers -450) sans bénéficier d'autres sources écrites que les livres bibliques eux-mêmes, la consignation par écrit de la loi orale faisant l'objet d'un interdit. La plus ancienne méthode d'étude et d'enseignement rabbiniques semble avoir été fondée sur les midrashim, dans lesquels des discussions halakhiques étaient structurées sous forme de commentaire exégétique de la Torah écrite ou Pentateuque.
Cette situation changea drastiquement du fait de la destruction du Second Temple de Jérusalem, centre de la vie juive, en 70, et du bouleversement des normes juives sociales et légales. Les Rabbanim devant faire face à une nouvelle réalité — un judaïsme ayant perdu son Temple, une Judée ayant perdu sa capitale et son autonomie, mais un enseignement continuant, grâce à sa nature orale, à s'amplifier malgré un nombre de disciples décroissant —, ils durent adapter leur enseignement. C'est au cours de cette période qu'une forme alternative, organisée par thème plutôt que par verset, devint dominante, aux alentours de l'an 200, époque à laquelle Rabbi Yehouda HaNassi (Juda le Prince) compila la Mishna (משנה).

### La Mishna

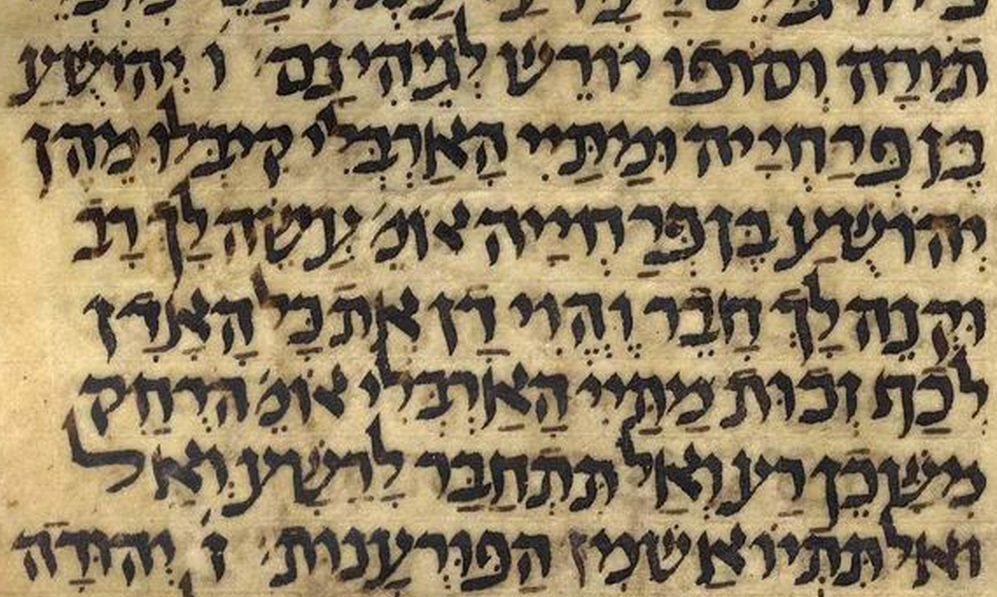
Daté du XIIe siècle, le « manuscrit de Kaufmann » est la plus ancienne copie de la Mishna ; il a servi de référence pour les éditions ultérieures

La Mishna (משנה) est une compilation d'opinions et de débats sur la loi. Son nom signifie « répétition » ou « enseignement » ; il est dérivé de la racine hébraïque shanah (שנה), qui possède ces deux significations. Ce nom pourrait faire référence à la méthode de mémorisation orale des discours rabbiniques.
La Mishna est écrite dans un style direct, souvent laconique, rapportant brièvement les opinions des Sages, le plus souvent des Rabbanim, débattant d'un sujet ; elle présente parfois un simple décret anonyme, représentant apparemment un consensus. Il arrive qu'elle rapporte un incident ou une anecdote dont les conclusions ont également force de loi, ou sont le départ d'une nouvelle discussion. Les docteurs de la Mishna sont appelés Tannaim (pluriel de Tanna תנא, le ת se substituant au ש en judéo-araméen).
Comme elle présente ses lois par ordre thématique plutôt que selon celui des versets de la Bible, la Mishna s'étend sur des sujets individuels plus longuement que ne le fait le Midrash, et inclut une plus grande sélection de sujets halakhiques que lui. Son organisation topique est donc devenue le cadre de travail du Talmud.
La Mishna consiste en six ordres (héb. סדרים sedarim, pluriel de seder). Chacun de ces six ordres contient entre sept et douze traités, appelés massekhtot (pluriel de massekhet מסכת ; litt. « toile »). Chaque massekhet est divisée en chapitres (peraqim) composés d'un nombre variable d'articles, appelés mishnayot (pluriel de mishna, avec une minuscule en français pour la distinguer du grand-œuvre). Tous les traités mishnaïques ne possèdent pas forcément une Guemara correspondante. De plus, l'ordre des traités dans le Talmud peut différer de celui qui avait été établi dans la Mishna, lorsqu'un traité a été jugé plus important qu'un autre.
Les six sedarim de la Mishna sont, par ordre : Zeraïm (« Graines »), onze traités, qui traitent des prières et bénédictions, de la dîme, et des lois concernant l'agriculture ; Moëd (« Festivals »), douze traités, qui exposent les lois du chabat et des fêtes ; Nashim (« Femmes »), sept traités, qui concernent le mariage, y compris le mariage lévirat, le divorce, certaines formes de vœux et les lois du nazirite ; Nezikin (« Dommages »), dix traités, qui traitent des lois civiles et criminelles, du fonctionnement des tribunaux et des serments, Kodashim (« Choses saintes »), onze traités qui se rapportent aux rites sacrificiels, au Temple, et aux lois alimentaires ; Taharot ou Tohorot (« Pureté »), douze traités qui se penchent sur les lois de pureté rituelle.

### La Baraïta
Outre la Mishna, les Tannaim ont produit d'autres travaux concomitamment, ou peu après. La Guemara se réfère fréquemment à ces ouvrages ou à des citations de ceux-ci afin de les comparer avec ceux que la Mishna a retenus, et afin d'appuyer ou d'infirmer les positions de tel ou tel docteur de la Guemara. De telles sources tannaïtiques non mishnaïques sont appelées baraïtot (lit. « matériel extérieur », « œuvres externes à la Mishna » ; pluriel de baraïta ברייתא).
La Baraïta inclut la Tosefta, un compendium tannaïtique de halakhot parallèles à la Mishna; les midrashim halakhiques, en particulier la Mekhilta, les Sifra et Sifre ; des œuvres comme la Meguilat Taanit ; et d'autres qui sont seulement connues que par des citations dans le Talmud.

### La Guemara
Au cours des trois siècles suivant la rédaction de la Mishna, les sages des écoles talmudiques en terre d'Israël et en Babylonie analysèrent, débattirent et discutèrent de ce travail. Ces discussions forment la Guemara (judéo-araméen : גמרא, « complétion », de l'hébreu גמר gamar, « compléter » - ou « étude », et en ce cas, équivalent araméen de Talmud). La Guemara se concentre principalement sur l'élucidation et l'élaboration des opinions des Tannaim. Les rédacteurs de la Guémara sont appelés Amoraïm (singulier Amora אמורא).
Une bonne partie de la Guemara consiste en une analyse légale. Le point de départ de l'analyse est habituellement une Mishna, dont chaque membre de phrase est décortiqué, analysé et comparé à d'autres déclarations dans un échange dialectique entre deux « disputateurs » (souvent anonymes et parfois métaphoriques), le makchan (questionneur) et le tartsan (celui qui répond).
Une autre fonction importante de la Guemara est l'identification du verset biblique ayant servi de base à la loi présentée dans la Mishna, et du processus logique reliant les deux : cette activité était connue comme Talmud longtemps avant l'existence du corpus du « Talmud ».
Ces échanges forment les « blocs de construction » de la Guemara ; on les appelle souguiyot (סוגיות ; pluriel de סוגיא souguia). Une souguia comprend typiquement une élaboration basée sur des preuves d'une mishna.
Dans une souguiya donnée, des versets et des enseignements rapportés au nom de Tannaïm ou d'Amoraïm sont confrontés afin de soutenir les diverses opinions. Ce faisant, la Guemara rapporte des désaccords sémantiques entre Tannaïm et Amoraïm (qui rapportent souvent à une autorité antérieure une opinion pour la façon dont elle a résolu la question), et compare les passages de la Mishna avec ceux de la Baraïta. Les débats sont rarement formellement clos ; en de nombreux cas, le dernier mot détermine la pratique de la loi, mais il y a de nombreuses exceptions à ce principe.

### La Halakha et la Aggada
Le Talmud est une somme, contenant un vaste matériel et abordant une importante quantité de sujets.
Le matériel talmudique est traditionnellement classé en deux grandes catégories, halakha et aggada.
La halakha (hébreu : הלכה « cheminement », dans les voies de Dieu) comprend les parties normatives du Talmud, qui se rapportent de façon directe aux questions de loi et de pratique juives, tandis que les parties non normatives, mais narratives, édifiantes ou explicatives, dont les paraboles, les aphorismes et les considérations éthiques ou historiques, constituent la Aggada (judéo-araméen: אגדה, « narration », « récit » ; hébreu haggada, הגדה). La Aggada comprend également les exégèses bibliques des Sages, souvent « libres », tant par rapport à l'esprit du verset qu'à sa forme, estimant que le sens de la Bible se situe précisément à l'intersection du texte et de sa perception par ses lecteurs.
La frontière entre Aggada et Halakha n'est cependant pas étanche, une Aggada pouvant servir à situer le contexte, fournir un exemple, préciser le champ d'application, etc., de la Halakha. Elle peut également avoir un rôle pédagogique, le maître commençant par une bonne histoire, voire une histoire drôle, afin de stimuler l'attention de son auditoire.

## Talmud de Jérusalem et de Babylone
La Guémara se fit dans les deux grands centres de l'érudition juive de l'époque, la terre d'Israël (plus précisément, la Galilée) et le reste du Moyen-Orient, appelé dans la tradition juive Babylonie. Dans chacun de ces deux centres, un corpus d'analyse distinct se développa et il en résulta deux Talmuds.
La première compilation réalisée fut celle des académies galiléennes au IVe siècle, et porte le nom de Talmud Yérouchalmi (« Talmud de Jérusalem »). Le Talmud Bavli (« Talmud de Babylone ») fut achevé au VIe siècle, bien qu'il ait continué à être édité ensuite.
Lorsqu'on parle du « Talmud » sans autre spécification, on fait habituellement référence à celui de Babylone, une habitude attribuable, selon Heinrich Graetz, au commentaire qu'en fit Rachi.

### Le Talmud de Jérusalem

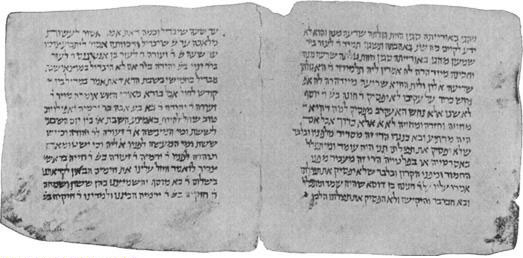
Un feuillet d'un manuscrit médiéval du Talmud de Jérusalem, conservé dans la Guéniza du Caire.

Le Talmud de Jérusalem fut compilé dans l'académie tibérienne de Yohanan ben Nappaha. Le nom de « Jérusalem » a été attribué par des directeurs d'académie babylonienne ultérieurs, mais au IIe siècle la ville même de Jérusalem avait été fermée aux Juifs par les Romains, de sorte qu'on l'a appelé de façon plus correcte Talmud Eretz Israël (« Talmud de la terre d'Israël » ou Talmud de Palestine jusqu'à l'apparition au XXe siècle de l'antagonisme entre juifs et musulmans). Il rassemble les enseignements des écoles de Tibériade, Sepphoris et Césarée. Le dialecte araméen occidental qu'il emploie diffère sensiblement de celui du Talmud dit « babylonien ».
Ce Talmud est un synopsis de l'analyse de la Mishna développé pendant deux siècles dans les académies galiléennes. Vivant en terre d'Israël, les Sages de ces académies s'intéressent fortement aux lois de l'agriculture du pays. Ce Talmud a surtout été étudié et suivi en milieu judéo-grec, aujourd'hui quasi-disparu.
La tradition attribue la rédaction de ce Talmud à Rav Mouna et Rav Yossi en 350. Il fut probablement achevé vers la fin du IVe siècle, mais les rédacteurs qui le menèrent à sa forme actuelle ne peuvent être connus avec certitude. Au temps de sa clôture, le christianisme était devenu la religion d'État de l'empire romain et Jérusalem la cité sainte de la chrétienté. En 325, Constantin, le premier empereur chrétien déclara ne vouloir avoir « aucun commerce avec ce peuple odieux ». Il intensifia donc les actions visant à ostraciser et paupériser les Juifs. L'état d'incomplétion du Talmud de Jérusalem est ainsi tributaire de ces circonstances historiques, ses artisans manquant de temps pour lui donner de la cohérence ou un cachet de qualité. De plus, tout effort ultérieur devait être annihilé lorsque Théodose II supprima l'institution du Patriarcat, destitua le Sanhédrin et interdit l'ordination formelle des Rabbanim. Le Judaïsme demeura pourtant la seule religion autorisée dans l'Empire romain avec le Christianisme, les cultes païens étant interdits à partir de 391.
Le caractère concis du texte ainsi que son mauvais état de conservation le rendirent de lecture difficile et il fut rapidement négligé. Quantité de ses feuillets furent irrémédiablement perdus. Cependant, le Talmud de Jérusalem reste une source indispensable pour la connaissance du développement de la Loi juive en terre d'Israël. En outre, il fut abondamment utilisé pour étudier le Talmud de Babylone dans l'école de Kairouan dirigée par Hananel ben Houshiel et Nissim Gaon, de sorte que les opinions qui y sont exprimées finirent par se retrouver tant dans le commentaire de Rachi et des Tossafot que dans le Mishneh Torah de Moïse Maïmonide. Il sert également aux Talmudistes scientifiques pour trouver des lectures alternatives des passages difficiles.
Selon certaines traditions, le Talmud de Jérusalem reprendra priorité sur celui de Babylone aux temps messianiques. Certains interprètent ce passage en disant que, à la suite de la restauration du Sanhédrin et de l'ordination des Sages, le travail reprendra, et que « de Sion viendra la Torah, et la parole de Dieu de Jérusalem ».

### Le Talmud de Babylone

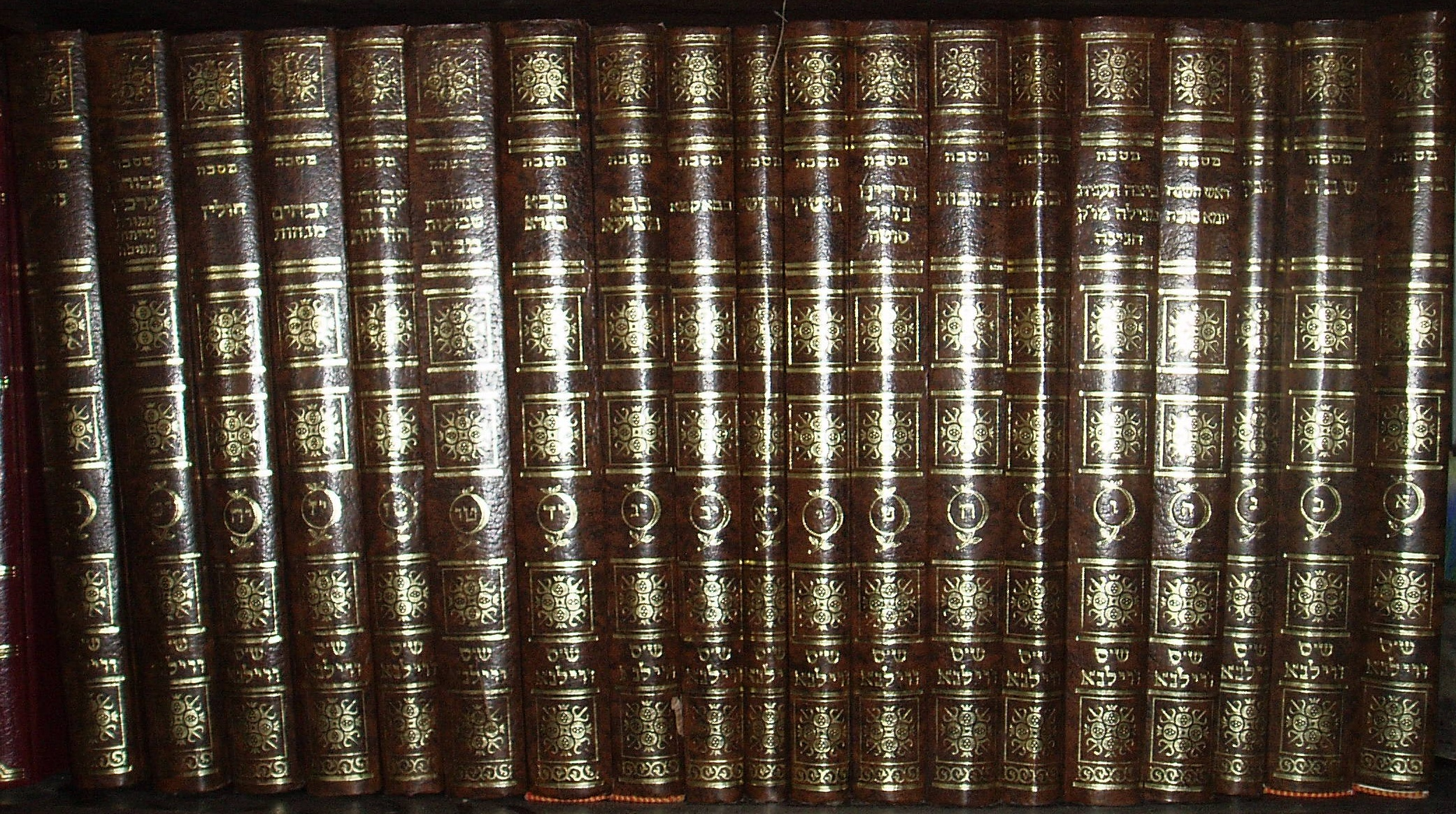
Une édition (presque) intégrale du Talmud de Babylone.

Le Talmud de Babylone (Talmud Bavli) comprend la Mishna et la Guémara babylonienne, cette dernière représentant la culmination de plus de 300 ans d'analyse de la Mishna dans les académies talmudiques de Babylonie. Les fondations de ce processus d'analyse furent établies par Rabbi Abba Arika, dit Rav, un disciple de Rabbi Juda Hanassi.
Les communautés juives en diaspora se référaient toujours à l'exil à Babylone de -586, et selon la tradition religieuse, de nombreux exilés de Babylone n'auraient pas répondu à l'appel d'Ezra et Néhémie et seraient restés dans cette ville ; parmi leurs descendants, il y aurait eu les deux docteurs de la Loi, Rav Achi et Ravina (en réalité, Babylone était déjà en ruines au VIe siècle comme en témoigne Pline l'Ancien, mais au Caire, au quartier appelé « Babylone », la synagogue Ben Ezra fut un important centre de savoir juif, tout comme celles de Ctesiphon, Nehardea, Nisibis, Mahoza, Poumbedita, Séleucie, Soura et plus tard Damas et Bagdad).
Rav Achi, qui présida l'académie de Soura de 375 à 427, aurait commencé le travail que Ravina poursuivit. C'est pourquoi, selon les traditionalistes, la mort de Ravina en 499 est la dernière date possible pour la complétion de la rédaction du Talmud. Cependant, il continua à être édité par un groupe de rabbins succédant aux Amoraïm, connus sous le nom de Saboraim (Rabbanan Savora'e - les « raisonneurs »).
La question du moment auquel le Talmud de Babylone parvint à sa forme actuelle n'est pas résolue à ce jour. Certains, comme Louis Jacobs, estiment que le corps de la Guemara n'est pas une simple compilation de conversations comme elle veut le faire croire, mais une structure hautement élaborée, réalisée par les Saboraïm qui devraient donc être considérés comme les véritables auteurs. Le Talmud n'aurait donc été véritablement finalisé qu'aux alentours de l'an 700 EC. Selon David Weiss Halivni, un groupe de rabbins postérieurs aux Amoraïm, les Stammaïm (stam pouvant signifier en hébreu « clos », « simple » ou, dans la terminologie talmudique, « non attribué »), seraient les auteurs des déclarations non attribuées dans la Guemara. L'historien Thierry Murcia, qui a travaillé sur les passages de la littérature rabbinique se rapportant à Jésus, suggère une date d'édition définitive très tardive : la deuxième moitié du VIIIe siècle voire le début du IXe siècle de notre ère. Le cas échéant, précise-t-il, « ce travail éditorial aurait même pu avoir été achevé dans la ville même de Bagdad ».

### Comparaison de style et de sujet
En bien des points, les deux Talmuds ne se ressemblent pas : outre la différence de dialecte précédemment évoquée, le Talmud Yerushalmi est souvent fragmentaire et de lecture aride, même pour le talmudiste chevronné, alors que la rédaction du Talmud Bavli est plus précise et travaillée. La loi exposée dans les deux compilations est globalement la même, mais diffère par des détails mineurs et l'emphase sur certains points (les rares commentaires traditionnels sur le Talmud de Jérusalem visent à prouver que ses enseignements sont identiques, ou peu s'en faut, au Bavli). Le Talmud de Jérusalem est globalement plus complet (plus de traités étudiés) mais moins profond que le Bavli. Celui-ci ne s'intéresse pas aux lois agricoles limitées à la terre d'Israël, ni aux objets du Temple ou aux lois de pureté rituelle, celle-ci étant de peu d'intérêt pratique en Babylonie.
Les Rabbanim galiléens ayant préséance sur leurs homologues babyloniens, leur avis est souvent exposé dans le Talmud babylonien mais la réciproque n'est pas vraie. De plus, s'étant développé sur un laps de temps plus long, le Talmud de Babylone comprend les opinions de plus de générations que son pendant galiléen. Il est donc plus fréquemment consulté, d'autant que le prestige de la communauté babylonienne fut à son zénith jusqu'à l'ère des Gueonim alors que le rayonnement des centres galiléens ne cessait de faiblir.

## Les langues du Talmud
La Mishna, ainsi que les baraïtot citées et mêlées à la Guemara sont en hébreu mishnaïque. Certaines citations d'ouvrages plus anciens, comme Meguilat Taanit, sont écrites dans des dialectes araméens plus anciens. Néanmoins, l'ensemble des discussions entre Amoraïm et la structure de l'ouvrage sont rédigées dans un dialecte caractéristique de judéo-araméen babylonien pour le Bavli, dans un dialecte araméen occidental, proche de l'araméen employé dans le Targoum Onkelos, pour le Yeroushalmi.

## Le rôle du Talmud dans la vie juive

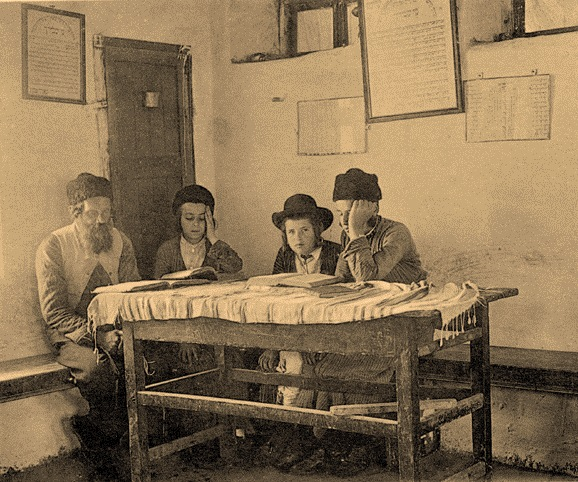
Une maison d'étude à Har Meron en 1912

Le Talmud devint rapidement partie intégrante de l'étude et de la vie juive, à travers les générations et dans la grande majorité des communautés juives. « Pilier du judaïsme », il fut dès le XIIIe siècle la cible d'attaques de la part des chrétiens lorsque ceux-ci s'aperçurent que la foi des Juifs reposait autant sur le Talmud que sur la Bible. Ainsi vingt-quatre charretées remplies d'ouvrages talmudiques furent brûlées à Paris en 1242. Soumis à la censure chrétienne, mis à l'Index des livres interdits en 1565 par l'Église catholique romaine, le Talmud n'en continuait pas moins à être étudié, au point que même les Juifs les plus pauvres d'Europe orientale possédaient une étagère de « livres » talmudiques. Il devint la seule matière enseignée dans les yeshivot après la Haskala (équivalent juif du Mouvement des Lumières). Les Karaïtes sont les seuls juifs à ne pas reconnaître d'autorité religieuse au Talmud.

## Les éditions du Talmud

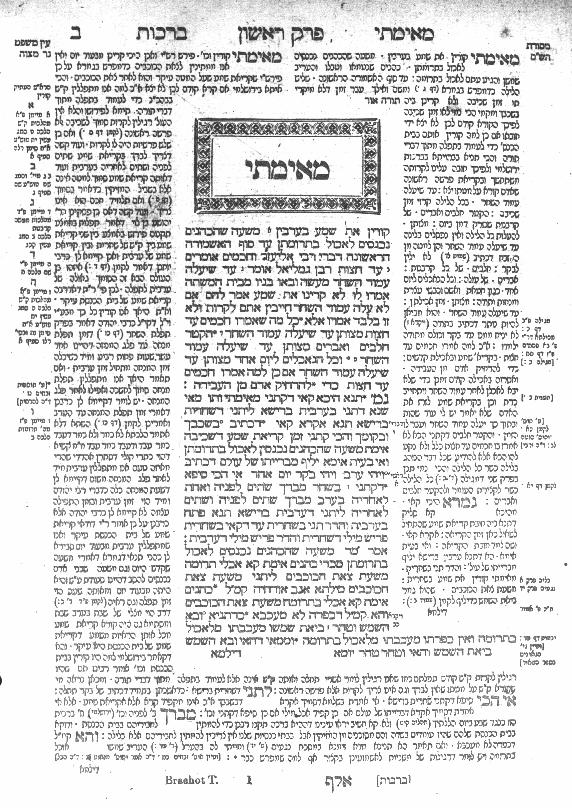
Talmud de Vilna, Traité Berakhot 2a. Texte au centre, commentaire de Rachi à droite, les Tossefot à gauche ; en marges, notes et renvois.

La première édition complète du Talmud de Babylone fut imprimée à Venise par Daniel Bomberg au XVIe siècle. Elle fut déterminante pour les éditions ultérieures, notamment pour sa pagination. Outre la Mishna et la Guemara, l'édition Bomberg contenait les commentaires de Rachi et des Tossafistes.
L’edition Bomberg fut suivie par la collaboration d’Ambrosius Froben avec le savant Israel Ben Daniel Sifroni d'Italie. Leur travail est une édition du Talmud, publiée avec beaucoup de difficultés en 1578-81.
En 1795, les frères Szapira publièrent à Slavuta une édition du Talmud très prisée des rebbes hassidiques.
En 1835, à la suite d'une acrimonieuse dispute avec la famille Szapira, une nouvelle édition (censurée) du Talmud fut imprimée par Menachem Romm de Vilna (Vilnius). Connue comme le Shas de Vilna , cette édition (et les suivantes, imprimées par sa veuve et ses fils) fut utilisée pour la production des éditions plus récentes du Bavli, y compris l'édition Schottenstein d'Artscroll. Dans la plupart des cas, la dernière impression de 1886 sert de base aux Talmuds récents.
Le numéro d'une page du Talmud, appelée daf, folio en français, réfère à ses deux faces ; chaque face est appelée amoud(page) et titrée א ou ב, soit [face] « a » ou « b ». Cet usage est relativement récent, ne remontant qu'aux éditions du XVIIe siècle : les auteurs de littérature rabbinique antérieurs ne se référaient qu'au traité ou au chapitre. Le format de référence actuel est donc « Nom du traité, numéro de la daf, amoud a ou b » (par exemple Taanit 23b). L'édition Vilna comprend un total de 5 894 pages.
Le texte des éditions Vilna porte la trace de la censure chrétienne, et n'est donc pas considéré absolument fiable par les érudits. À la fin du XIXe siècle, Nathan Rabinowitz publia une série appelée Dikdouke Soferim qui montre les variantes textuelles entre éditions manuscrites et imprimées. Dans les dernières décennies, lInstitute for the Complete Israeli Talmud démarra une série similaire sous le nom de Guemara Shelema. Certains érudits ont publié des éditions critiques de traités particuliers (par exemple l'édition du traité Taanit de Henry Malter), mais il n'existe pas d'édition critique du Talmud dans son intégralité. Des notes de bas de page, présentes dans l'édition Schottenstein et celle de l'institut Oz veHadar, indiquent toutefois les variantes textuelles.

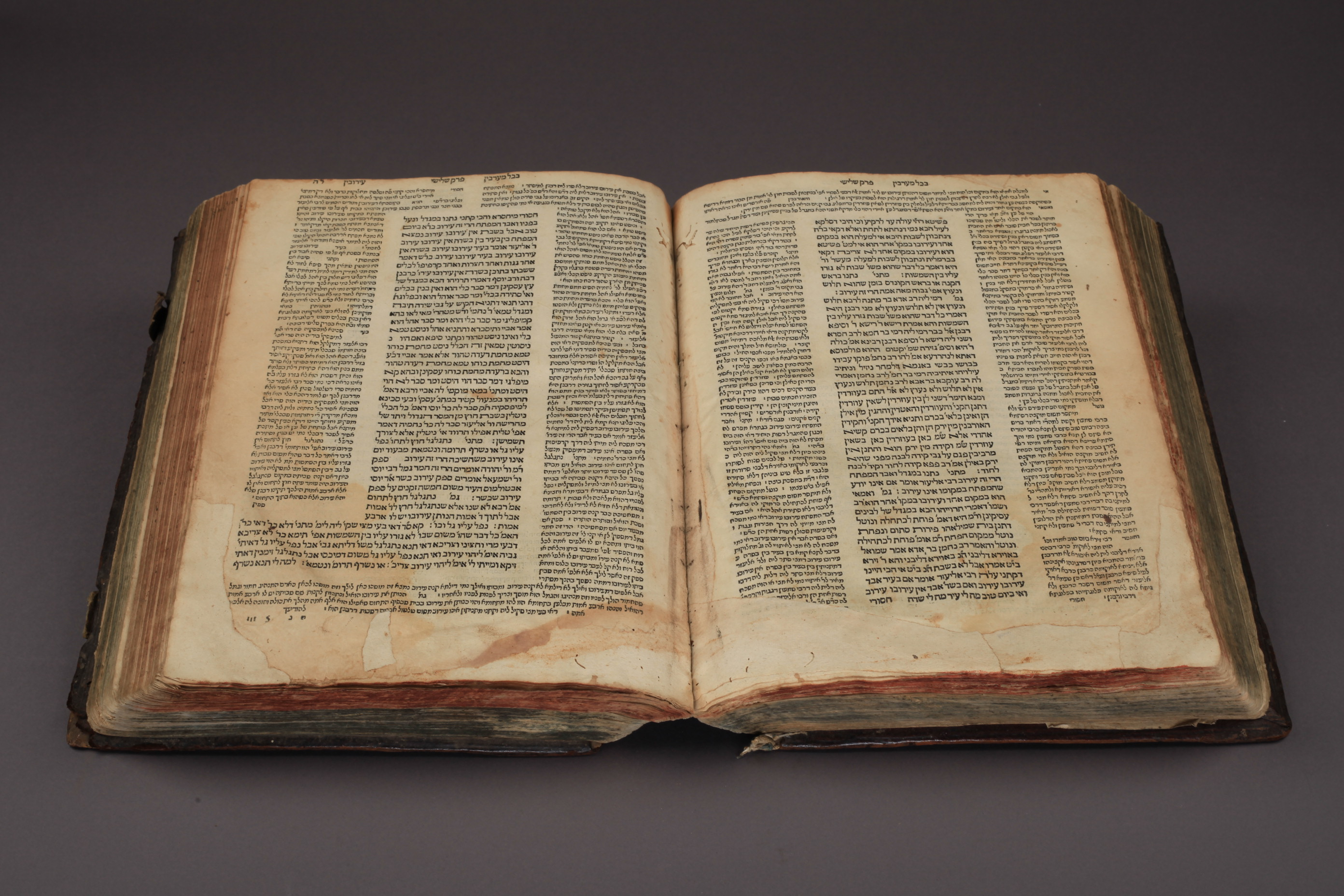
Le Talmud exposé au musée juif de Suisse réunit des parties des deux premières impressions du Talmud de Daniel Bomberg et Ambrosius Froben.

Daniel Bomberg réalisa également une édition du Talmud de Jérusalem qui rencontra moins de succès, mais sert de base aux éditions actuelles. Le système de référence est différent, n'indiquant que le chapitre et le paragraphe[réf. nécessaire] (par exemple, Yeroushalmi Berakhot 2:1).

### Les dispositions du texte
Généralement, dans une page de Talmud, le texte se trouve au centre, la Mishna au début suivi par la Gemara après l'abréviation 'גמ en corps plus large ; de part et d'autre, en semi-cursive de Rachi, se trouvent le commentaire de  Rachi et les Tossafot, celui de Rachi étant du côté de la reliure ; dans les marges, autres notes, références et renvois.

## L'étude et le commentaire du Talmud
Dès sa complétion, le Talmud devint partie intégrante de l'étude juive. Cette section passe en revue quelques grands domaines de l'étude du Talmud.

### Les Gueonim
Les premiers commentateurs du Talmud furent les Gueonim (hébreu : גאונים, pluriel de גאון Gaon - directeurs des académies talmudiques de Babylonie) dont la période s'étend approximativement de 600 à 1000 EC. Bien que des commentaires directs de certains traités nous soient parvenus, la majeure partie des connaissances de l'étude du Talmud durant l'ère gaonique provient d'assertions retrouvées dans leurs responsa éclairant tel ou tel passage talmudique.
À la mort de Hai Gaon, le centre du savoir et de la recherche talmudique se déplaça vers l'Afrique du Nord et l'Europe méridionale.

### Extraction de la Halakha et de la Aggada
L'un des domaines d'étude du Talmud se développa dans le but de préciser la halakha qui s'y trouvait.
Le Rav Isaac Alfasi (Fès, Afrique du Nord, 1013 - Espagne, 1103), figure de transition entre les Gueonim et les Rishonim, autorités rabbiniques médiévales, tenta d'extraire du corpus talmudique son essence halakhique, afin de déterminer quelles opinions avaient force de loi. Son Sefer Hahalakhot eut une influence déterminante, et Moïse Maïmonide s'en inspira pour son Mishneh Torah. Une autre autorité médiévale fameuse en la matière fut le Rav Asher ben Yehiel (1250, Allemagne - 1327, Tolède, Espagne).
Par ailleurs, la compilation des Aggadot du Talmud de Babylone fut réalisée au XVe siècle par Jacob ibn Habib, aboutissant au Ein Yaakov. Il le réalisa dans le but de familiariser le public aux aspects éthiques du Talmud et de disputer beaucoup des accusations envers l'œuvre et son contenu.

### Commentaires
Le Talmud est souvent cryptique et obscur. La langue du Talmud est un mélange d'araméen et d'hébreu. De plus, le Talmud recourt souvent à des termes grecs ou persans, dont la signification se perd, d'autant que leur orthographe s'altère au fil des copies. C'est pourquoi, il se développa une littérature au moins aussi abondante que le Talmud lui-même, visant à l'expliquer. Les premiers commentateurs célèbres furent Rabbenou Gershom de Mayence (Xe siècle), Rabbenou Hananel de Kairouan (début du XIe siècle) et Nissim Gaon, dont le Sefer HaMaftea'h (Livre de la Clé) contient, outre le commentaire, une préface expliquant les différentes formes d'argumentation talmudique, et explique les passages abrégés du Talmud en les recoupant avec des passages où les pensées sont exprimées sans abréviation. Le Rabbi Nathan ben Yechiel crée également, mais dans un autre style, un lexique appelé l'Aroukh afin de traduire les mots difficiles.
Cependant, tous ces commentaires sont éclipsés par celui de Rachi (Rabbenou Shlomo Yitzhaqi, « notre maître Salomon ben Isaac » - 1040-1105). Il s'agit d'un commentaire complet, couvrant l'ensemble du Talmud, écrit dans un style clair, expliquant les mots et la structure logique de chaque passage talmudique. Accessible à l'érudit comme au débutant, il est considéré comme si indispensable au Talmud que son commentaire apparaît parfois dans le corps du texte du Talmud même, entre parenthèses. Son œuvre est poursuivie par ses disciples, les Tossafistes, car le commentaire de Rachi est si parfait à leurs yeux qu'ils ne font qu'y ajouter, d'où le nom de Tossafot (« additions », « suppléments »). Les Tossafot constituent en une sélection parmi la collection de commentaires de nombreux Rishonim. L'un de leurs buts principaux est d'expliquer et interpréter les déclarations contradictoires du Talmud. Cependant, à la différence de Rachi, leur commentaire n'est pas continu, mais plutôt focalisé sur des sujets choisis. Les explications des Tossafot diffèrent souvent de ceux de Rachi.
Parmi les Tossafistes les plus éminents figurent les petits-fils de Rachi, et en particulier Jacob ben Meïr, dit Rabbenou Tam, ainsi que le neveu de Rabbenou Tam, Rabbenou Isaac ben Samuel, le R"i. Les Tossafot furent assemblées en diverses éditions des différentes écoles. La collection la plus importante dans les écoles du nord de la France était celle d'Eliezer de Touques, tandis que celle d'Espagne avait été compilée par Rabbenou Asher ben Yehiel (« Tossafot HaRosh »). Les Tossafot imprimées dans l'édition de Vilna sont la version éditée de l'une de ces deux collections.
L'influence des Tossafistes s'étendit à d'autres communautés, particulièrement celles de la péninsule ibérique. Il se développa donc des commentaires basés sur le même modèle, soit ceux du Ramban, du Rashba, du Ritva et du Ran. Betzalel Ashkenazi (en) en a constitué une anthologie détaillée, réunissant les extraits de toutes celles-ci, appelée Shita Mekoubetzet.
En revanche, d'autres commentaires d'Espagne et de Provence conservèrent leur indépendance vis-à-vis de ce modèle. Parmi ceux-ci, le Yad Ramah de Meïr Aboulafia et Beit HaBe'hira de Menahem Hameïri. Cependant, si le Beit Habe'hira a été conservé pour l'ensemble du Talmud, seuls les commentaires de Sanhédrin, Baba Batra et Guittin sont parvenus à nous pour le Yad Ramah.
Dans les siècles qui suivirent, l'attention se tourna moins vers l'interprétation talmudique directe que vers l'analyse des commentaires précédemment établis. Ces « supercommentaires » incluent celui du Maharshal (Salomon Louria), du Maharam (Meir Lublin (en)) et du Maharsha (Samuel Eidels).

### Le pilpoul

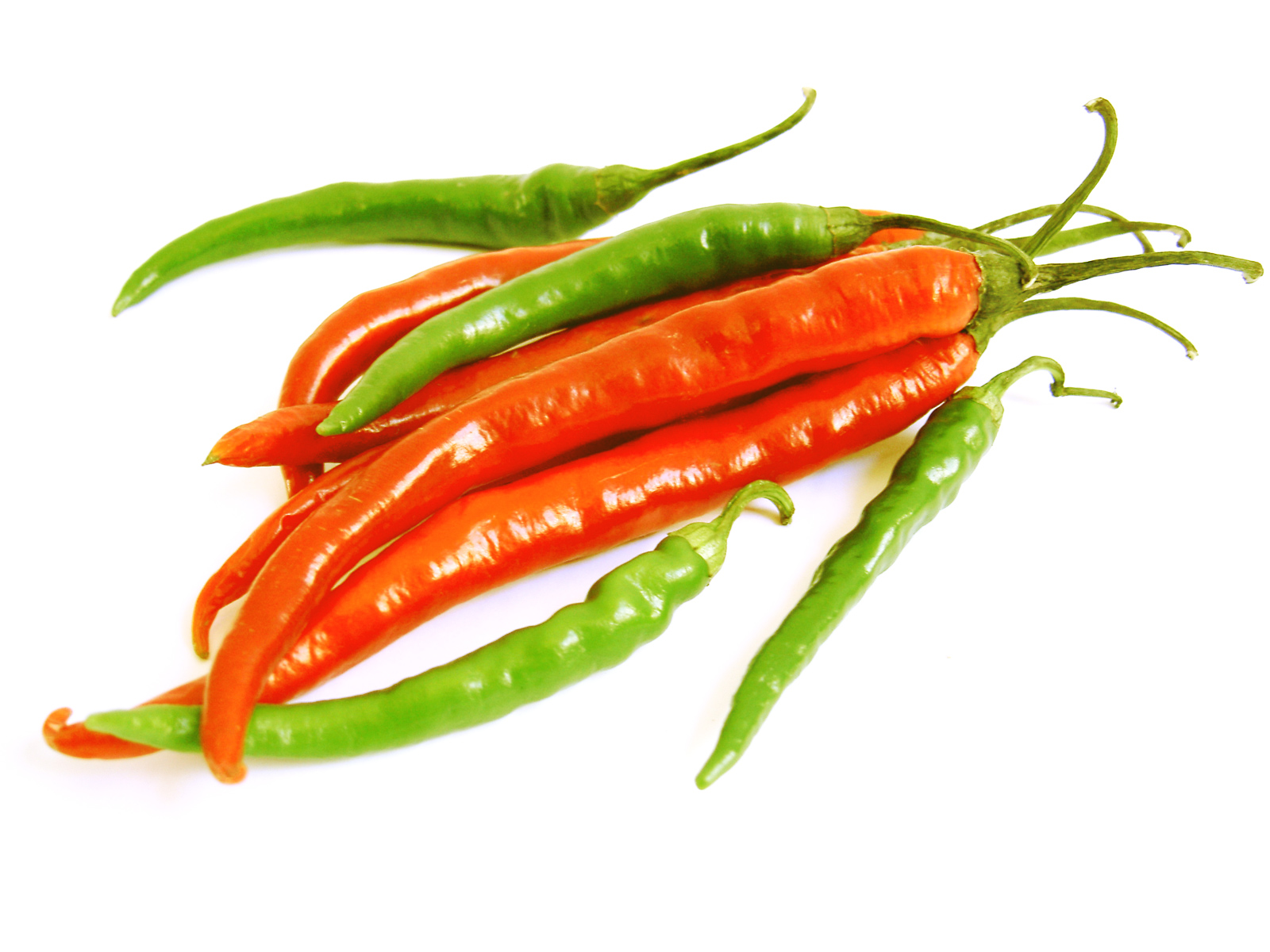
Le pilpoul, approche hautement pointue du Talmud (héb. פלפול, de pilpel, piment).

Durant le XVe siècle et le XVIe siècle, une nouvelle méthode d'étude intensive du Talmud se développa. Des arguments logiques compliqués furent utilisés pour expliquer des points de contradiction mineurs dans le Talmud. Le terme pilpoul (פלפול, de pilpel, « poivre » ou « piment ») désigna ce type d'étude et fait référence à l'acuité intellectuelle que cette méthode demande.

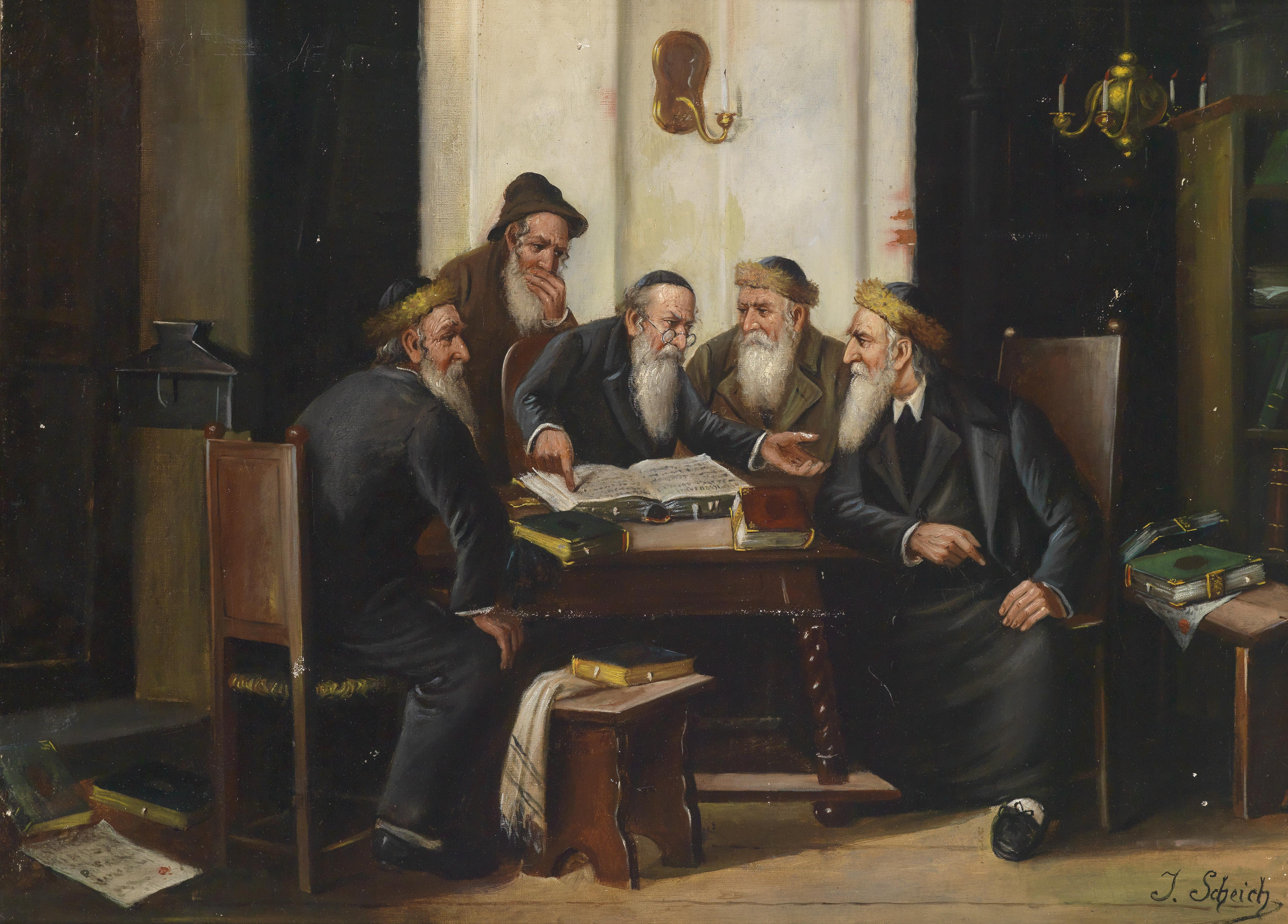
Die Talmud-Stunde, Signiert J. Scheich, v. 1900

Selon les praticiens du pilpoul, le Talmud ne peut se répéter ni se contredire. De nouvelles catégories et distinctions (hilouqim) furent donc créées, afin de résoudre les contradictions apparentes dans le Talmud à l'aide de nouveaux moyens logiques. Ce style pilpoulistique fut consigné la première fois dans le Darkhei haTalmud (« les Voies du Talmud ») d'Isaac Canpanton (en) (mort en Espagne en 1463).
L'étude par pilpoul atteint son sommet au XVIe siècle, lorsque l'expertise en la matière fut considérée comme une forme d'art et un but en soi dans les yeshivot de Pologne et de Lituanie. Non que cette méthode ne fût pas critiquée : au XVe siècle déjà, le traité d'éthique Orhot Tzaddikim (« Les voies des Justes ») critiquait le pilpoul pour l'importance exagérée qu'il accordait à l'acuité intellectuelle. D'éminents rabbins des XVIe et XVIIe siècles ne l'appréciaient pas davantage, parmi lesquels Juda Löw ben Betzalel, plus connu sous le nom de Maharal de Prague, Isaiah Horowitz et Yair Bacharach (en).
Au XVIIIe siècle, le pilpoul céda du terrain devant d'autres méthodes d'apprentissage, dont celle d'Elijayou ben Salomon, le Gaon de Vilna. Le terme pilpoul en vint à désigner des études dont les conclusions semblaient par trop casuistiques ou coupant les cheveux en quatre. Les auteurs eux-mêmes qualifiaient leurs commentaires sous des termes du type al derekh ha-peshat (par la méthode simple) afin de les différencier du pilpoul.

### La méthode de Brisk

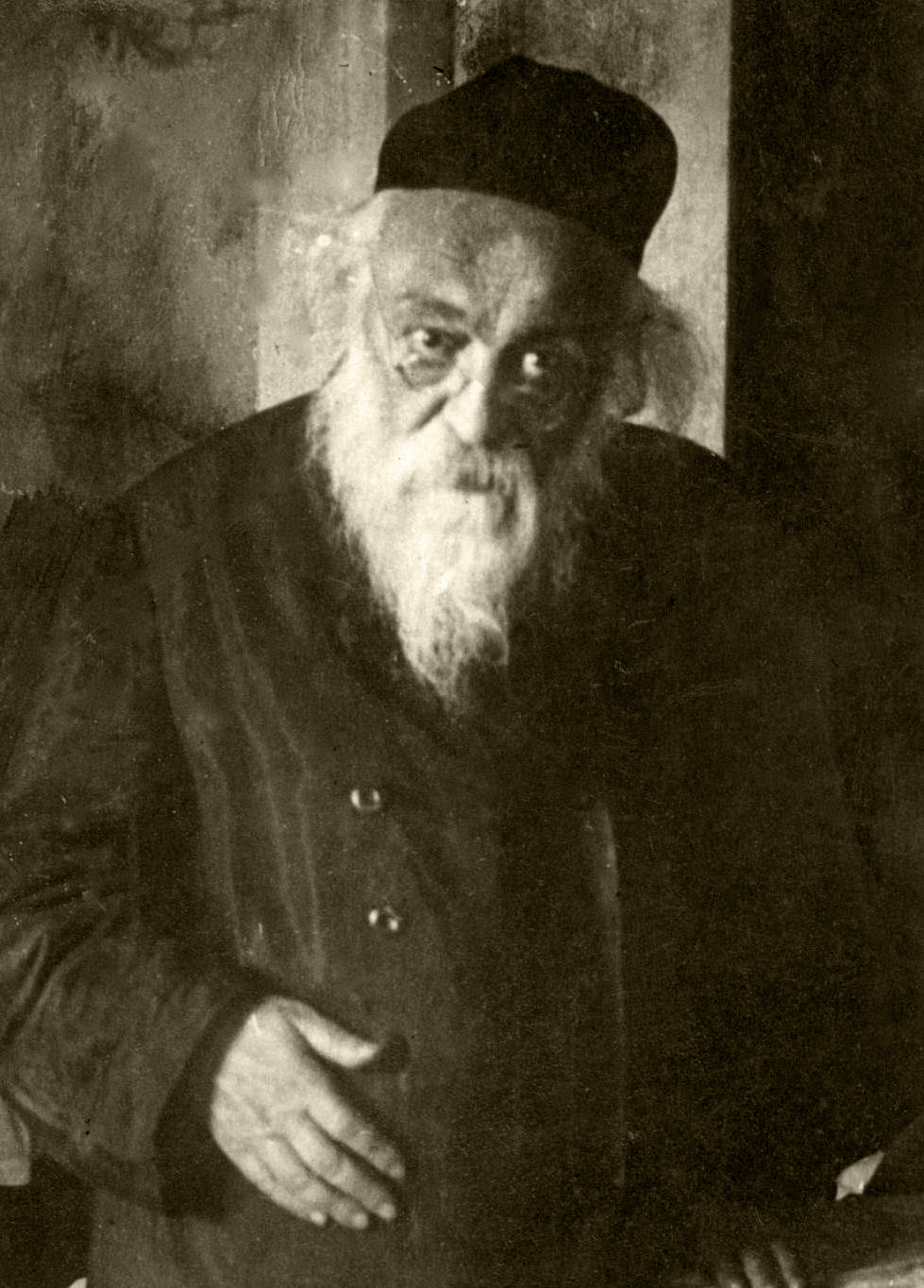
Hayim Brisker

Vers la fin du XIXe siècle, une autre tendance se fit jour dans l'étude du Talmud : le Rav Haïm Soloveitchik (1853-1918) de Brisk (Brest-Litovsk), dit Hayim Brisker, développa et affina ce procédé qu'on appela la méthode de Brisk. Elle implique l'analyse des arguments rabbiniques dans le Talmud et parmi les Rishonim, expliquant les options divergentes en les plaçant dans une structure en catégorie. Hautement analytique, cette méthode est souvent décriée comme une forme moderne de pilpoul. Néanmoins, son influence est grande et elle est au programme d'études de la plupart des yeshivot.
C'est également par cette méthode que le Mishneh Torah de Moïse Maïmonide commença à être lu non seulement comme un ouvrage halakhique mais aussi comme un travail d'interprétation talmudique.
Les yeshivot de Mir et de Teltz ont développé leurs propres méthodes concurrentes.

### Méthodes critiques
La critique du Talmud mettait en doute la forme du texte, et l'émendait au besoin, le fondement du Talmud (c'est-à-dire sa prétention à représenter une tradition transmise de bouche à oreille sur des générations et sans laquelle le judaïsme ne pouvait exister) ne fut pas remis en question avant l'émancipation du ghetto, en 1789. Des méthodes modernes d'analyse non plus seulement textuelle mais également historique furent désormais appliquées au Talmud.

#### Émendation des textes
Le Talmud fit, dès l'époque de Rabbenou Guershom, l'objet d'une surveillance vigilante et d'une émendation des textes.
Les émendations de Salomon Louria et Yoël Sirkis sont incluses dans les éditions standard du Talmud. Le Gaon de Vilna réalisa des émendations sur base de sa seule intuition, lesquelles furent confirmées lors de l'étude des manuscrits de la Gueniza du Caire.
Au début du XXe siècle, Nathan Rabinowitz publia une étude en plusieurs volumes, le Dikdoukei Soferim, montrant les diverses variantes textuelles entre le manuscrit de Munich et d'autres anciennes copies du Talmud. D'autres variantes sont rapportées dans la Guemara Shelemah et l'édition Oz ve-Hadar.

#### Analyse critique-historique

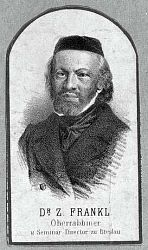
Zacharias Frankel, fondateur de la méthode critique-historique (portrait).

Une conception innovante de la Torah orale fut développée au début du XIXe siècle par Nachman Krochmal et Zacharias Frankel. Celle-ci était selon eux le produit d'un procédé exégétique se construisant avec le temps, par application des techniques herméneutiques autorisées par les Sages. Cette position, connue comme l'école critique-historique, fut élaborée plus avant par Isaac Hirsch Weiss dans son Dor Dor ve-Dorshav.
Cette méthode fut aussi utilisée par Heinrich Graetz dans son Histoire des Juifs, lorsqu'il tente de déduire la personnalité des Pharisiens sur la base des lois ou des aggadot qu'ils enseignent.
Cependant, cette interprétation n'est valable que si l'on conçoit les Pharisiens en tant qu'exégètes indépendants plutôt qu'en maillons de la chaîne de transmission de la Torah orale, et un tel point de vue est en rupture avec la vision traditionnelle de la Torah orale. Selon celui-ci, lorsque Dieu donna à Moïse la Torah écrite (le Pentateuque), Il lui communiqua en outre des amplifications et des explications du Texte, qui furent transmises oralement avant d'être couchées sur papier dans le Talmud. Il n'y a donc, selon cette vision, aucune « évolution historique de la Halakha » (si l'on excepte la réadaptation permanente à l'évolution de l'Histoire), puisqu'elle fut donnée tout entière sur le Sinaï.
La méthode critique-historique fut favorablement accueillie par les dirigeants de la Réforme du judaïsme comme Abraham Geiger et Samuel Holdheim, qui poussèrent plus loin le raisonnement et soumirent le Talmud à une critique intense afin de se détacher du judaïsme rabbinique traditionnel. Ils insistaient sur le caractère historique et évolutif du Talmud, pour conclure que l'œuvre avait, bien qu'historiquement importante, fait son temps.
En réaction, certains rabbins orthodoxes influents comme Moïshe Sofer ou Samson Raphaël Hirsch devinrent extrêmement sensibles à tout changement, rejetant les méthodes de critique moderne du Talmud.
Samson Raphaël Hirsch, tout en prônant lui-même l'acceptation de la modernité (à condition de ne pas contredire la Halakha), rédigea une série d'articles dans son journal Jeschurun où il réitéra les vues traditionnelles et souligna les erreurs des travaux de Graetz, Frankel et Geiger.
La méthode critique-historique, bien que controversée dans le monde orthodoxe car ancrée dans un mouvement de réforme religieuse, n'en trouva pas moins des adhérents, y compris parmi les plus farouches adversaires de la Réforme comme le rabbin Zvi Hirsch Chajes (en). Le séminaire rabbinique orthodoxe d'Azriel Hildesheimer fut fondé sur le principe de créer une « harmonie entre le judaïsme et la science » auquel adhéra particulièrement David Zvi Hoffmann.

### Méthodes d'étude et d'analyse contemporaines
L'étude actuelle du Talmud dans les différents courants du judaïsme contemporain dépend en grande partie de leur attitude vis-à-vis du Talmud et de la Halakha : le judaïsme orthodoxe maintient la vision traditionnelle du Talmud comme exacte expression de la loi orale transmise à Moïse en même temps que la Torah. Il demeure un élément central dans le curriculum des yeshivot. La connaissance du Talmud continue d'être mise en haute valeur dans l'éducation rabbinique traditionnelle, bien que la Halakha soit généralement étudiée à partir des codes médiévaux et non du Talmud lui-même. La Halakha est appliquée en stricte conformité avec le Talmud, y compris lorsqu'une situation nouvelle se présente, de façon à continuer d'être appliquée selon les sentences des Sages ; les mouvements non-orthodoxes (conservative, reconstructionniste, libéral et réformé) ont du Talmud une vision dynamique et en admettent la lecture critique.
Le judaïsme conservative continue à accorder une place importante au Talmud et à son étude mais le considère, dans son élaboration de la Halakha, comme une œuvre tributaire des circonstances, historiques et autres, pour de sa formation. En conséquence, la législation est souvent plus flexible que celle des orthodoxes.
Le judaïsme réformé britannique se rapproche assez fortement de ces pratiques, tandis que le judaïsme réformé américain et le judaïsme libéral réservent leur enseignement aux écoles de formation des rabbins, mais non aux écoles fondamentales. Le Talmud ne joue aucun rôle dans la Halakha, celle-ci étant laissée au libre choix de chacun, tout en conservant une valeur morale et un caractère inspiré.
Le judaïsme reconstructionniste ne diffère de ce schéma que par le rôle de la congrégation des fidèles : c'est en effet elle et non l'individu qui décide de la pratique. Selon la phrase de Mordecai Kaplan, « la tradition a un droit de vote, mais pas de veto ».
En conséquence, le Talmud est étudié par la majorité des orthodoxes comme une source totalement fiable. Les chercheurs orthodoxes n'appliquent, dans leur majorité, pas de méthode historique au Talmud ni n'imputent de motifs à ses auteurs. Le Talmud continue à être étudié avec ses commentaires et supercommentaires. Néanmoins, une minorité d'« orthodoxes modernes » préconisent une lecture critique du Talmud.
L'étude régulière du Talmud, y compris chez le simple fidèle, a été popularisée par le Daf Yomi (« page quotidienne »), une pratique lancée en 1923 à Vienne par le rabbin Meir Shapiro au premier congrès international de l'association orthodoxe Agoudat Israel. Une daf est étudiée par jour recto-verso par tous les participants du monde, selon un cycle d'un peu plus de sept ans. La complétion du cycle donne lieu à une célébration générale. Le treizième cycle du Daf Yomi a débuté le 3 août 2012 et devrait se conclure le 4 janvier 2020.
Certains talmudistes non orthodoxes, comme Louis Jacobs et Shaye J. D. Cohen (en), considèrent que le texte du Talmud a fait l'objet de remaniements extensifs, tant des histoires que des sentences. Ils affirment qu'en l'absence de textes correctifs (le Talmud étant longtemps resté oral), on ne peut confirmer ni l'origine ni la date de la plupart des sentences et des lois, et qu'on ne peut avoir beaucoup de certitudes sur leurs auteurs. Les questions posées demeurent donc sans réponse.
D'autres talmudistes, comme Lee I. Levine (en) et David C. Kraemer (en), partagent en partie cette opinion, mais estiment que le Talmud contient des sources que l'on peut identifier et décrire avec une certaine fiabilité. Ces sources peuvent être identifiées en retraçant l'histoire et en analysant les régions géographiques d'origine.
Enfin, des figures généralement plus proches des interprétations orthodoxes, comme Saul Lieberman, David Weiss Halivni et Avraham Goldberg (en), estiment que la plupart des sentences et évènements décrits dans le Talmud se sont produits plus ou moins de la façon décrite, et peuvent être utilisés comme sources sérieuses d'étude historique. Les tenants de cette vision tentent donc d'écrémer les additions éditoriales ultérieures (ce qui est en soi une tâche malaisée) et considèrent avec scepticisme les récits miraculeux, afin d'obtenir un compte-rendu fiable de la vie juive ancienne.

## Polémiques sur la Loi orale et le Talmud

### Au sein du judaïsme

#### Les Sadducéens
Les Sadducéens formaient une secte juive du second Temple proche de l'aristocratie sacerdotale et politique. Ils sont présentés par Flavius Josèphe comme les adversaires des Pharisiens et par le Talmud comme ceux du pharisaïsme, c'est-à-dire des doctrines pharisiennes, notamment celles de la création du monde et de l'immortalité de l'âme. Si Abraham Geiger les présente comme fidèles à une tradition orale antérieure, dont on trouverait des traces dans l'école du Sage Shammaï, Bernard Revel démontre qu'il n'en est rien, ainsi qu'il apparaît dans les textes du Talmud ainsi que ceux de Josèphe.
Les Sadducéens étant fortement liés au Temple de Jérusalem, sur lequel reposait l'autorité des Grands-Prêtres, disparurent après sa destruction, mais le Talmud fait quelques allusions à leur doctrine.

#### Les Karaïtes
Le karaïsme se développa, ou s'affirma, au VIIIe siècle, en réaction à l'inertie du judaïsme talmudique.
La doctrine centrale du karaïsme est la révération de la seule Torah écrite (Miqra) et le rejet de Torah orale comme révélation divine. Il n'est ni défendu, ni déconseillé de s'en inspirer, mais le libre examen du Texte doit l’emporter sur l'interprétation des maîtres, y compris des maîtres karaïtes (en pratique, les karaïtes suivent l'opinion qui convainc la majorité). Le karaïsme s'oppose également aux méthodes d'interprétation du Talmud, leur préférant l'analyse du sens simple des versets d'après leur contexte.
Le karaïsme connut un âge d'or du IXe siècle au XIe siècle, étant adopté selon certaines sources par 40 % de la population juive mondiale, aussi bien en Europe que dans le monde arabe. Son influence déclina ensuite progressivement, et il n'y aurait actuellement plus que 30 000 karaïtes dans le monde, dont 20 à 25 000 en Israël.

#### La Réforme du judaïsme
La Réforme du judaïsme naquit au XIXe siècle à la suite de la Haskala, qui vit les Juifs s'ouvrir à d'autres cultures que la leur propre et aux sciences humaines.
Il en résulta chez certains une vision quelque peu hégelienne de l'histoire, qui fit du judaïsme une révélation en marche, et non une révélation déjà accomplie. Les Juifs partisans de la réforme du judaïsme ne considéraient donc plus la Torah et le Talmud comme les manifestations d'une parole divine intouchable, mais comme des œuvres historiques nécessaires en leur temps, devant céder la place au besoin de l'époque. De nombreuses observances halakhiques furent jugées inutilement contraignantes, sans fondement et obsolètes.
Le mouvement réformé fut particulièrement florissant dans les pays où les Juifs étaient émancipés de fait, sinon de droit, c'est-à-dire les pays d'Europe occidentale, en particulier l'Allemagne et la France. Il eut en revanche moins d'impact en Europe de l'Est et fut pratiquement ignoré des Juifs d'Afrique du Nord et d'Orient. La Shoah détruisit la communauté allemande, mais de nombreux juifs réformés ayant émigré aux États-Unis avant la guerre l'y implantèrent.
Le judaïsme réformé est actuellement le courant juif majoritaire aux États-Unis,, et possède, sous le nom de judaïsme libéral, une forte présence en Angleterre.

### Critiques externes

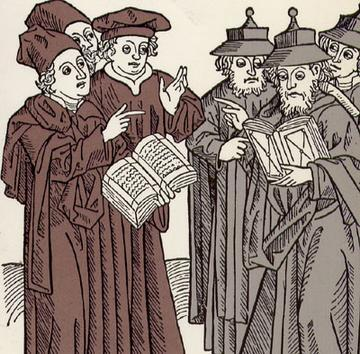
Une disputation judéo-chrétienne. Les protagonistes juifs (à droite) sont reconnaissables à leurs couvre-chefs. Gravure sur bois de Johannes von Armssheim - 1483

#### Le Talmud et les chrétiens
Le Talmud fut élaboré, selon Josy Eisenberg, afin de prémunir les Juifs des influences extérieures, dont celle des premiers chrétiens. Il garde la trace de la séparation progressive du judaïsme et du christianisme, séparation qui se fait en plusieurs siècles, et dont les affrontements de Jésus avec les Pharisiens ne constituent qu'un épisode.[réf. nécessaire] À peu près au moment où les Savoraïm babyloniens portaient la touche finale à la rédaction du Talmud, l'empereur Justinien Ier, motivé par le zèle chrétien, proclamait son édit contre l'abolition de l'usage de la traduction grecque de la Bible dans les offices synagogaux. Il avait en effet été remarqué lors des premières disputations judéo-chrétiennes d'Alexandrie que les Juifs locaux se montraient plus démunis que leurs coreligionnaires de Palestine qui employaient plus volontiers le texte en hébreu.
Les critiques contre le Talmud proprement dit débutent au XIIIe siècle en France, où les études talmudiques sont florissantes : le procès du Talmud, première disputation judéo-chrétienne publique, oppose en 1240 Yehiel de Paris et trois autres rabbins à Nicolas Donin. Ancien élève à la yeshiva de Yehiel, expulsé quelques années plus tôt pour avoir tenu des propos qualifiés d’hérétiques, il avait vécu quelque temps en marge de la société, juive comme chrétienne, avant de faire le choix de la conversion. Il instigue devant le roi que le Talmud est anti-chrétien, appelle au meurtre des non-Juifs, à la pédophilie, etc. Bien que Yehiel ait réfuté les allégations de son adversaire, plusieurs dizaines de manuscrits talmudiques sont brûlées place de Grève en 1242.
Vingt et un ans plus tard, la disputation de Barcelone oppose le rabbin Moïse Nahmanide à Pablo Christiani, lui aussi Juif converti et frère dominicain prêchant dans les synagogues que le Talmud reconnaît la vérité chrétienne. Au terme de celle-ci, les dominicains répandent la nouvelle qu’ils ont remporté la disputation, et Nahmanide est contraint d’en publier un compte-rendu qui entraînera son exil bien qu’il eût reçu auparavant la garantie de pouvoir s’exprimer librement. Pablo Christiani fait quant à lui un autre procès au Talmud, en 1264, et obtient au terme de celui-ci l’émission d'une bulle papale mandant la première censure textuelle du Talmud, confiée à une commission dominicaine de Barcelone.
En 1413, une nouvelle disputation majeure se tient à Tortosa. Lancée par Gerónimo de Santa Fe (en), également Juif instruit devenu chrétien et médecin du pape Martin V, elle se tient en présence de celui-ci. La disputation est conçue pour se terminer à son avantage et, contrairement à Nahmanide, la libre parole n'est pas accordée aux défenseurs juifs. Santa Fé lance l'accusation fatidique selon laquelle les condamnations envers les païens et les apostats concernent en réalité les chrétiens. Deux ans plus tard, le pape émet une bulle (qui ne devint jamais opérationnelle) interdisant aux Juifs de lire le Talmud et ordonnant d'en saisir et détruire toutes les copies.
Au XVIe siècle, Johannes Pfefferkorn, lui aussi Juif converti et dominicain, critique avec violence au Talmud, le rendant responsable de la réticence des Juifs à la conversion. Son adversaire est un chrétien hébraïsant, Johann Reuchlin, qui a contre lui les obscurantistes et pour lui les humanistes ; selon Erika Rummel, cette controverse annonçait la Réforme protestante. Une conséquence inattendue de cette affaire est l'impression complète par l'éditeur chrétien Daniel Bomberg du Talmud de Babylone en 1520 à Venise, suivi du Talmud de Jérusalem sous la protection du privilège papal. Cependant, le Vatican entreprend 30 ans plus tard une campagne de destruction de ce qu’il avait antérieurement autorisé : le 9 septembre 1553, date du nouvel an juif, des copies sont saisies et brûlées à Rome ainsi que dans d'autres villes italiennes, comme Crémone en 1559. La censure du Talmud et d'autres textes hébreux est introduite par la lettre apostolique Contra Hebraeos retinentes libros Thalmudi de Jules III en 1554, et en 1559, le Talmud est mis au premier Index Expurgatorius. En 1565, le pape Pie IV ordonne même que le Talmud soit privé de son propre nom — les Juifs tenteront de contourner la censure en l’appelant Sha"s ou en étudiant l’Ein Yaakov, recueil des aggadot du Talmud de Babylone.
La première édition du Talmud expurgé, sur laquelle se basent la plupart des éditions ultérieures, paraît à Bâle (1578-1581). L'entièreté du traité Avoda Zara (Idolâtrie) ainsi que les passages jugés anti-chrétiens en sont absents ; par ailleurs, l’akoum (hébreu : עכו"ם pour עובד כוכבים ומזלות, « adorateur des étoiles et astres ») et le min (hébreu : מין, « hérétique » - désignant notamment mais non uniquement les judéo-chrétiens) ont disparu au profit du « Sadducéen », aussi antipathique aux chrétiens qu’aux juifs. D’autres censures dénatureront encore le texte, remplaçant selon les besoins du moment l’idolâtre par l’ismaélite ou le nokhri (hébreu : נוכרי, « étranger ») par l’idolâtre ; la perruque, pea nokhrit où nokhrit désignait la provenance « étrangère » des cheveux, devient ainsi dans certains textes la peat akoum.
Cependant, en dépit d’ordonnances papales périodiquement réitérées (le §9 du motu proprio Antiqua Judaeorum improbitas de 1581 ou la bulle Cum hebraeorum malitia de 1593), une impression de l'édition complète avec tentative de restaurer le texte original est réalisée à Cracovie (1602-1605) du fait de l'étude grandissante du Talmud en Pologne ; une édition ne contenant que deux traités avait été réalisée auparavant à Lublin (1559-76). En 1707, des copies du Talmud furent confisquées dans la province de Brandebourg, mais restituées sur ordre de Frédéric, le premier roi de Prusse.
Une nouvelle critique du Talmud eut lieu en Pologne, en 1757, lorsque l'évêque Dembowski organisa un débat, à l'instigation du faux messie Jacob Frank, qui affirmait que le Zohar reconnaissait, contrairement au Talmud la doctrine de la Trinité. La disputation se tint à Kamenets-Podolsk, et toutes les copies du Talmud retrouvées dans son évêché furent brûlées.
Cependant, le Talmud, pour ne pas être attaqué « physiquement » demeura la cible des théologiens chrétiens après la Réforme protestante, bien que les théologiens du XVIIe siècle et du XVIIIe siècle en fissent un sujet d'étude.
En France en 1830, au cours d'un débat dans la Chambre des pairs concernant la reconnaissance par l'État de la confession judaïque, l'Amiral Verhuell se déclara incapable de pardonner aux Juifs de n'avoir pas reconnu Jésus comme Messie, et de lire le Talmud. La même année, l'abbé Chiarini publiait à Paris une volumineuse Théorie du Judaïsme, dans laquelle il faisait figurer une traduction du Talmud, « simple et accessible », c'est-à-dire pouvant servir aux attaques contre le judaïsme. C'est dans un même esprit que les agitateurs antisémites du XIXe siècle demandèrent qu'une traduction soit réalisée ; à Vienne, cette demande fut même portée devant des corps législatifs. Le Talmud et le Juif talmudiste devinrent donc l'objet des attaques antisémites, notamment dans Der Talmudjude d'August Rohling. Cependant, ils étaient défendus par de nombreux étudiants chrétiens du Talmud.
En dépit des nombreuses mentions d'Édom pouvant être interprétées comme faisant référence à la chrétienté, le Talmud mentionne rarement Jésus de façon directe. Il est bien question d'un ou plusieurs Yeshou, d'un Yeshou ben Pandera dont la mère aurait été violée par un général grec, et de ben Stada au nom duquel sont rapportées des halakhot hérétiques, mais Yeshou pourrait être un terme générique pour désigner les "séducteurs" qui attirent les Juifs hors du judaïsme, et les récits qu'on retrouve sur Yeshou n'ont aucun rapport avec ceux du Nouveau Testament. Il est toutefois probable que les rabbins médiévaux considérèrent ces personnages comme Jésus, raison pour laquelle ils furent censurés. Toutefois, les éditions modernes ont été restaurées grâce aux rares listes d’errata, connues comme Hesronot HaSha"s (« Omissions du Sha"s »).
Justin Bonaventure Pranaitis ou Pronaïtis (27 juillet 1861 - 28 janvier 1917), religieux catholique lituanien, professeur d'hébreu à l'Université ecclésiastique impériale de Saint-Petersbourg et promoteur de l'antisémitisme à la fin du XIXe siècle est connu pour son livre sur le Talmud, Le Talmud démasqué publié en latin (1892) avec l'imprimatur de l'archevêque métropolite de Moguilev. Cet ouvrage se présente comme une enquête sur les enseignements juifs sur le christianisme. Le texte, intitulé Christianus in Talmude Iudaeorum, s'appuie notamment selon son auteur sur la version du Talmud de Benveniste éditée à Amsterdam en 1645, version basée sur le Talmud de Bâle/Lublin, reconstituant des passages expurgés de cette version, et présentant la totalité du traité Avodah Zarah. La plus grande partie du Talmud (la Guemara) est écrite en araméen. Seules la Mishna (niveau initial et très laconique du commentaire de la Torah) et naturellement les citations de versets de la Bible hébraïque sont en hébreu. Or, dans l'introduction de l'ouvrage de Pranaïtis, il est écrit que le texte original du Talmud démasqué, les traductions en latin sont placées en regard des textes en hébreu. En présentant des citations en hébreu et en latin, il prétendait démontrer que le « Talmud contraignait les Juifs à insulter les Chrétiens et à œuvrer pour leur élimination ». Ces citations étaient puisées des travaux de deux détracteurs allemands du Talmud du XIXe siècle : Jakob Ecker et August Rohling. Il s'agit d'un ouvrage de propagande antisémite, un faux comparable aux Protocoles des sages de Sion et antérieur de quelques années, contenant de fausses citations du Talmud avec une pagination imaginaire et d'autres textes hors de tout contexte. Ce texte est régulièrement traduit et réédité dans les milieux antisémites.
Lorsque Pranaïtis intervint durant le procès de Beilis en tant qu'expert en 1912, réitérant l'accusation de crime rituel contre les Juifs, il perdit toute crédibilité lorsque la défense démontra sa totale ignorance des concepts et des définitions les plus simples du Talmud,, au point que le public se mettait à rire chaque fois qu'il se retrouvait incapable de donner une réponse à l'avocat de la défense. Un agent de la police secrète du tsar remarqua que le contre-interrogatoire de Pranaitis démontrait son manque de connaissance des textes et de la littérature juive. Selon cet agent, un tel amateurisme et une telle ignorance disqualifiaient son « opinion d'expert ». Beilis fut finalement innocenté.

#### Critiques contemporaines
Quelques groupes et individus accusent certains des passages du Talmud d’un racisme envers les goyim inhérent au judaïsme, ainsi que de son hostilité envers le christianisme, sa phallocratie, sa misogynie, son acceptation de la pédophilie, ses prétentions à la suprématie théologique et son accentuation de la nécessité de non-divulgation d'une partie de la connaissance judaïque aux goyim sous peine de mort. Selon les Juifs, ces critiques sont fausses, les passages en question n'indiquant qu'une traduction erronée, voire des choix sélectifs de propos pris hors de leurs contextes ou des falsifications, sur un texte dont le Maharal de Prague indiquait déjà qu'il ne peut être compris sans comprendre les règles du Talmud lui-même[réf. nécessaire]. Le rapport de l'Anti-Defamation League sur le sujet explique :

« En citant de façon sélective divers passages du Talmud et du Midrash, des faiseurs de polémiques ont cherché à démontrer que le judaïsme prône la haine des non-Juifs (et des chrétiens en particulier), et promeut l'obscénité, la perversion sexuelle, et d'autres conduites immorales. Afin de rendre ces passages conformes à leurs buts, ces personnes les traduisent souvent de façon erronée ou les citent hors de leur contexte (la fabrication de passages entiers n'est pas inconnue) […]
En déformant les significations normatives des textes rabbiniques, les écrivains anti-Talmud extraient fréquemment les passages de leur contexte textuel et historique. Même lorsqu'ils présentent leurs citations correctement, ils jugent les passages d'après les critères moraux actuels, 'ignorant' le fait que ces passages furent en majorité composés il y a près de deux mille ans par des gens vivant dans des cultures radicalement différentes de la nôtre. Ils sont donc capables d'ignorer la longue histoire du judaïsme en matière de progrès social, et la dépeindre comme une religion primitive et paroissiale.
Ceux qui attaquent le Talmud citent fréquemment d'anciennes sources rabbiniques sans tenir compte des développements subséquents de la pensée juive, et sans faire un effort de bonne foi de consulter des autorités juives contemporaines qui pourraient expliquer le rôle de ces sources dans la pensée et la pratique juives normatives. »

Gil Student (en), rabbin et auteur prolifique sur internet, réfute ces accusations anti-talmudiques et écrit :

« Les accusations envers le Talmud ont une longue histoire, datant du XIIIe siècle, lorsque les associés de l'Inquisition tentèrent de diffamer les Juifs et leur religion. Les premiers ouvrages, compilés par des prédicateurs haineux comme Raymond Martini et Nicholas Donin demeurent la base de toutes les accusations subséquentes envers le Talmud. Certaines sont vraies, la plupart sont fausses et basées sur des citations tirées de leur contexte, et certaines sont des fabrications totales. Sur Internet de nos jours, on peut trouver beaucoup de ces vieilles accusations ressassées… »

On peut faire remonter le problème « contemporain » au tournant des XIXe et XXe siècles, lorsque quelques ouvrages, notoirement antisémites, sont parus pour exposer de prétendus passages du Talmud qui contiendraient des doctrines « anti-chrétiennes » : par exemple, en recommandant le meurtre d'enfants goyim pour en utiliser le sang dans des pratiques rituelles. Ces ouvrages ont trouvé un grand écho, au point qu'il se trouve encore des gens qui les citent, faute de connaissance de ce qu'est exactement le Talmud. Or, l'une des façons de reconnaître ces fausses citations tient au fait qu'elles présentent un numéro de page assorti de la lettre « c ». Cette falsification est facilement démontable puisque le Talmud numérote l'avers d'une page avec la lettre « a » et le revers avec la lettre « b » (voir la section « Éditions » ci-dessus) ; il ne saurait donc y avoir de face « c ». Une autre caractéristique aisément reconnaissable des faux extraits du Talmud est un numéro suivi de « a » ou « b », lui-même suivi d'un numéro de page (par exemple : « 23b, p. 45 »), ce qui n'existe pas dans une citation correcte du Talmud puisque le premier nombre (23 dans l'exemple) est déjà un numéro de page…

## Traductions modernes du Talmud

### Traductions du Talmud Bavli
- La première traduction en anglais du Talmud de Babylone fut l'œuvre de Michael Levi Rodkinson, et fut publiée après la mort de ce dernier, en 1918. Elle était incomplète, seuls les traités des ordres Moëd et Nezikin étant traduits. Elle est actuellement disponible sur internet.
- La traduction intégrale officielle et annotée du Talmud en langue anglaise parut pour la première fois en langue profane en 1935 chez Soncino Press. « L’Édition Soncino du Talmud » est publiée avec et sans le texte original. Elle existe aussi sur CD-ROM.
- Adin Steinsaltz réalisa une traduction du Talmud en hébreu moderne qu'il agrémenta de ses propres notes. Elle parut en anglais aux éditions Random House (mais n'a pas été complétée à ce jour), en édition bilingue hébreu-français aux éditions Ramsay (12 volumes, 1999) avec le soutien du Fonds Social Juif Unifié (FSJU) et dans de nombreuses autres langues. Elle comprend une « traduction littérale » ainsi qu'une « traduction assistée » et le commentaire de Rachi. L'édition Steinsaltz a été applaudie pour sa simplicité. Elle a permis la diffusion du Talmud dans des publics habituellement éloignés de l'étude du Talmud. Elle a cependant été critiquée, entre autres par Jacob Neusner, pour sa trop grande simplicité.
- L'édition Safra, traduction française de l'édition Schottenstein de la maison Artscroll, a débuté en 2003. La traduction, abondamment expliquée et annotée, privilégie l'exposition des différentes opinions plutôt que le sens évident comme l'édition Steinsaltz. Il s'agit de l'une des éditions du Talmud les plus prisées par les débutants.

### Traductions du Talmud Yerushalmi
- C'est à Moïse Schwab que l'on doit la première traduction en français du Talmud de Jérusalem (G.P. Maisonneuve, 1932-1933), avec une introduction de Maurice Liber. Cette traduction a été récemment rééditée par la même maison et est disponible en CD.

Les deux traductions anglaises sont :
- celle de Jacob Neusner[53] qui, usant d'une présentation analysant la forme, rend l'identification des unités de pensée du texte plus aisée, et facilite donc la lecture. Cependant, bien que généralement jugée positivement, la méthodologie de Jacob Neusner a été qualifiée par certains d'« idiosyncrasique » et Saul Lieberman en a émis une critique très réservée.
- celle de l'édition Schottenstein, visant à égaler la qualité de l'édition du Talmud de Babylone, en cours.

#### Généraux
- Notices dans des dictionnaires ou encyclopédies généralistes :   - Britannica
  - Den Store Danske Encyklopædi
  - Dizionario di Storia
  - Gran Enciclopèdia Catalana
  - Internetowa encyklopedia PWN
  - Larousse
  - Store norske leksikon
  - Treccani
  - Universalis
- Notices d'autorité :   - VIAF
  - GND
  - Japon
  - Espagne
  - Pologne
  - Israël
  - Catalogne
  - Vatican
  - Tchéquie
  - Brésil
  - Grèce
  - Argentine
- http://www.guemara.com/ Cours de talmud guemara en vidéo en français : excellent apprentissage du talmud avec les commentaires de Rachi et tossefot
- http://collegetalmudique.com/ Cours de talmud en français : vidéos, audios et écrits
- Talmud de la Jewish Encyclopedia (en)
- Talmud Commentaries, jewishencyclopedia.com (en)

#### Textes du Talmud en ligne
- (he) Mishna, Tosefta, Talmud de Jérusalem et de Babylone en ligne.
- Traduction anglaise de Rodkinson de 1903 (seulement les traités de Nezikin et Moed).
- Images de chaque page du Talmud de Babylone. Comprend aussi des cours audio.
- Moïse Schwab, Le Talmud de Jérusalem (1871-1890, 12 volumes) "fichier trop volumineux pour être prévisualisé", mais téléchargeable sous forme de pdf

#### Manuscrits
- « Collection de manuscrits du Talmud, Jewish National and University »(Archive.org • Wikiwix • Archive.is • Google • Que faire ?)

#### Réfutation des allégations concernant le Talmud
- « The Talmud in Anti-Semitic Polemics »(Archive.org • Wikiwix • Archive.is • Google • Que faire ?) [PDF], Anti-Defamation League.
- The Real Truth about the Talmud
- Falsifiers of the Talmud

#### Cours audio et vidéo
- Cours vidéo et audio de talmud avec affichage de la page originale (fr)
- Le talmud avec des cours vidéo et affichage du texte (fr)